# Freaks' Café
 (novembre 2021).
Freaks' Café (偏愛カフェ, Henai Cafe) est un manga de Meira Arisaki.  Il est prépublié entre janvier 2016 et février 2018 dans le magazine Go Go Bunch de l'éditeur Shinchosha, jusqu'au moment où la parution du magazine a été abandonnée. Il est compilé en un total de quatre volumes reliés. La version française est éditée par Akata chez leur label WTF?! entre août 2019 et octobre 2021.

## Synopsis
Le café Statice est un établissement un peu particulier tenu par Hiro Senichi, un jeune homme couvert de bandages. L’originalité de ce lieu est dû au fait que tous les clients sont des paraphiles, des personnes aux goûts et pratiques sexuelles peu orthodoxes. Hiro les accueille sans les juger, et leur propose à chacun une infusion conçue spécialement selon leurs préférences. Chaque chapitre est ainsi centrée sur un personnage et une paraphilie différents.

## Liste des volumes
| no | Japonais        | Japonais          | Français         | Français          |
| no | Date de sortie  | ISBN              | Date de sortie   | ISBN              |
| -- | --------------- | ----------------- | ---------------- | ----------------- |
| 1  | 7 janvier 2017  | 978-4-1077-1943-0 | 22 août 2019     | 978-2-3697-4393-4 |
| 2  | 9 août 2017     | 978-4-1077-1999-7 | 24 octobre 2019  | 978-2-3697-4394-1 |
| 3  | 9 avril 2018    | 978-4-1077-2066-5 | 9 janvier 2020   | 978-2-3697-4805-2 |
| 4  | 9 octobre 2018  | 978-4-1077-2124-2 | 2 juillet 2020   | 978-2-3697-4826-7 |
| 5  | 9 mai 2019      | 978-4-1077-2185-3 | 10 décembre 2020 | 978-2-3697-4860-1 |
| 6  | 9 décembre 2019 | 978-4-1077-2240-9 | 27 mai 2021      | 978-2-3821-2028-6 |
| 7  | 9 mai 2020      | 978-4-1077-2284-3 | 7 octobre 2021   | 978-2-3821-2067-5 |

### Édition japonaise
Shinchosha
1. 1 2  (ja) « Tome 1 ».
2. 1 2  (ja) « Tome 2 ».
3. 1 2  (ja) « Tome 3 ».
4. 1 2  (ja) « Tome 4 ».
5. 1 2  (ja) « Tome 5 ».
6. 1 2  (ja) « Tome 6 ».
7. 1 2  (ja) « Tome 7 ».

### Édition française
Akata
1. 1 2  « Tome 1 ».
2. 1 2  « Tome 2 ».
3. 1 2  « Tome 3 ».
4. 1 2  « Tome 4 ».
5. 1 2  « Tome 5 ».
6. 1 2  « Tome 6 ».
7. 1 2  « Tome 7 ».